# Walpi
Walpi (en navajo : Deezʼáahjįʼ) est un village hopi fondé autour de 900. Il est situé dans les limites de la réserve Hopi (en), à l'est du Grand Canyon et dans le comté de Navajo en Arizona.
Walpi est l’un des plus anciens villages aux États-Unis, habité sans interruption depuis plus de 1 100 ans. Il s'agit d'un exemple d'architecture de pierre traditionnelle hopi, utilisée pour leurs villages construits à des emplacements défensifs sur les sommets de la mesa.

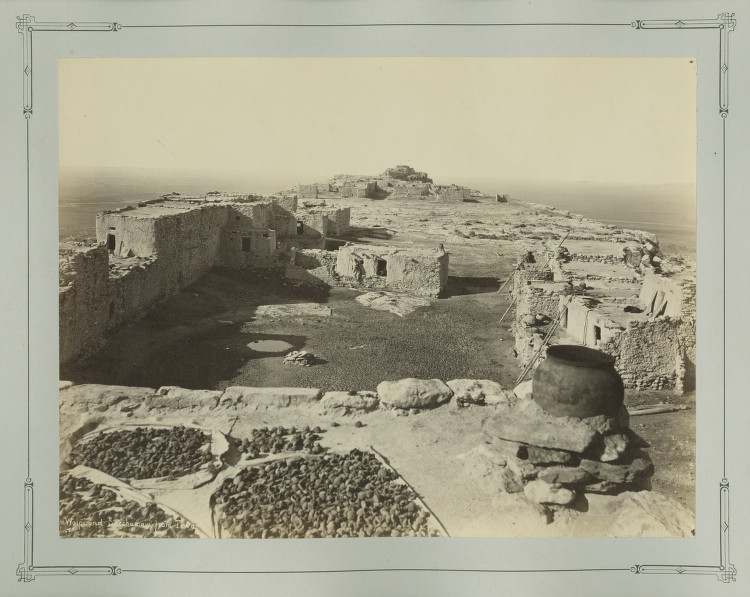
Walpi entre 1873 et 1881.
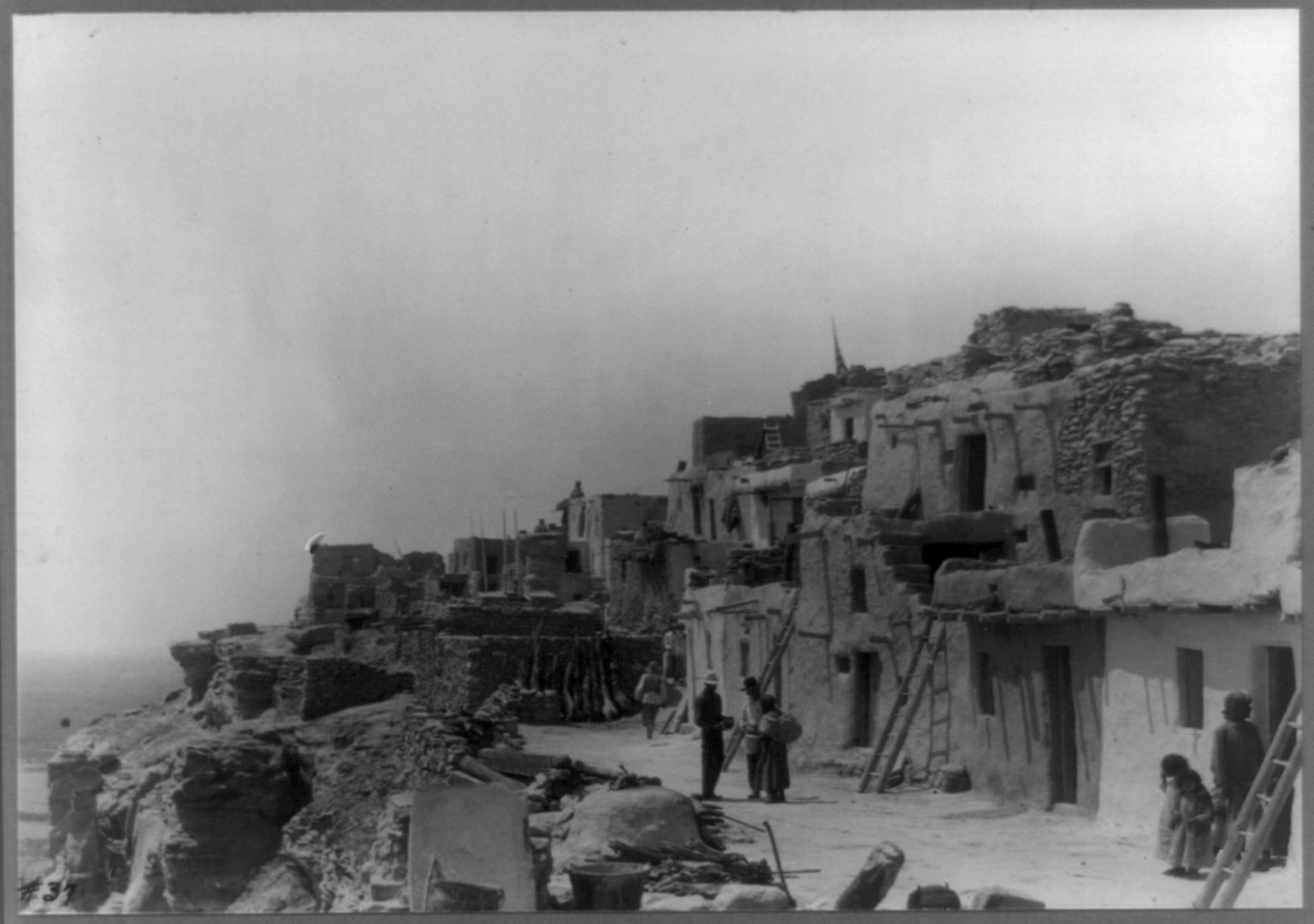
Walpi en 1918.
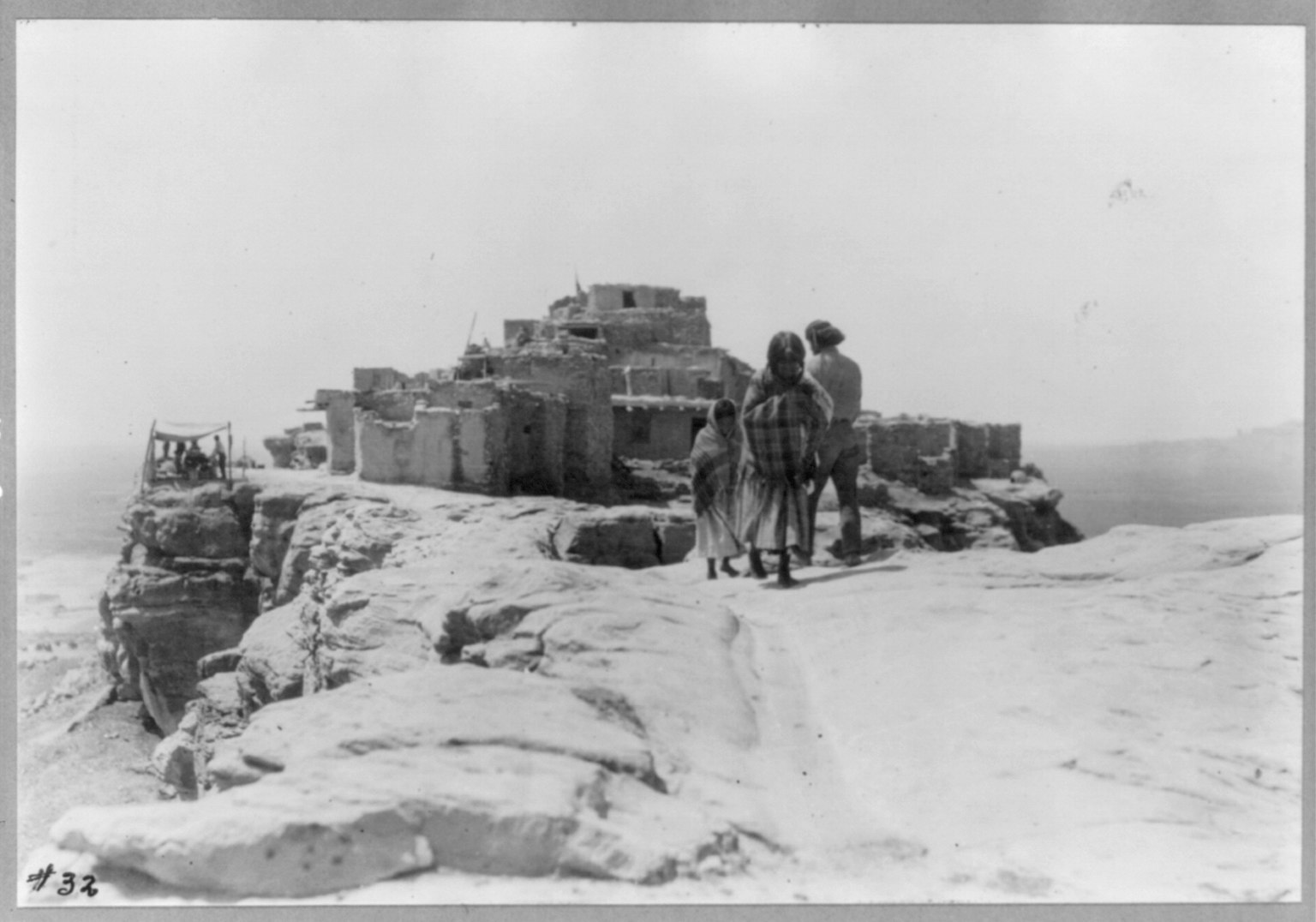
Walpi en 1918.
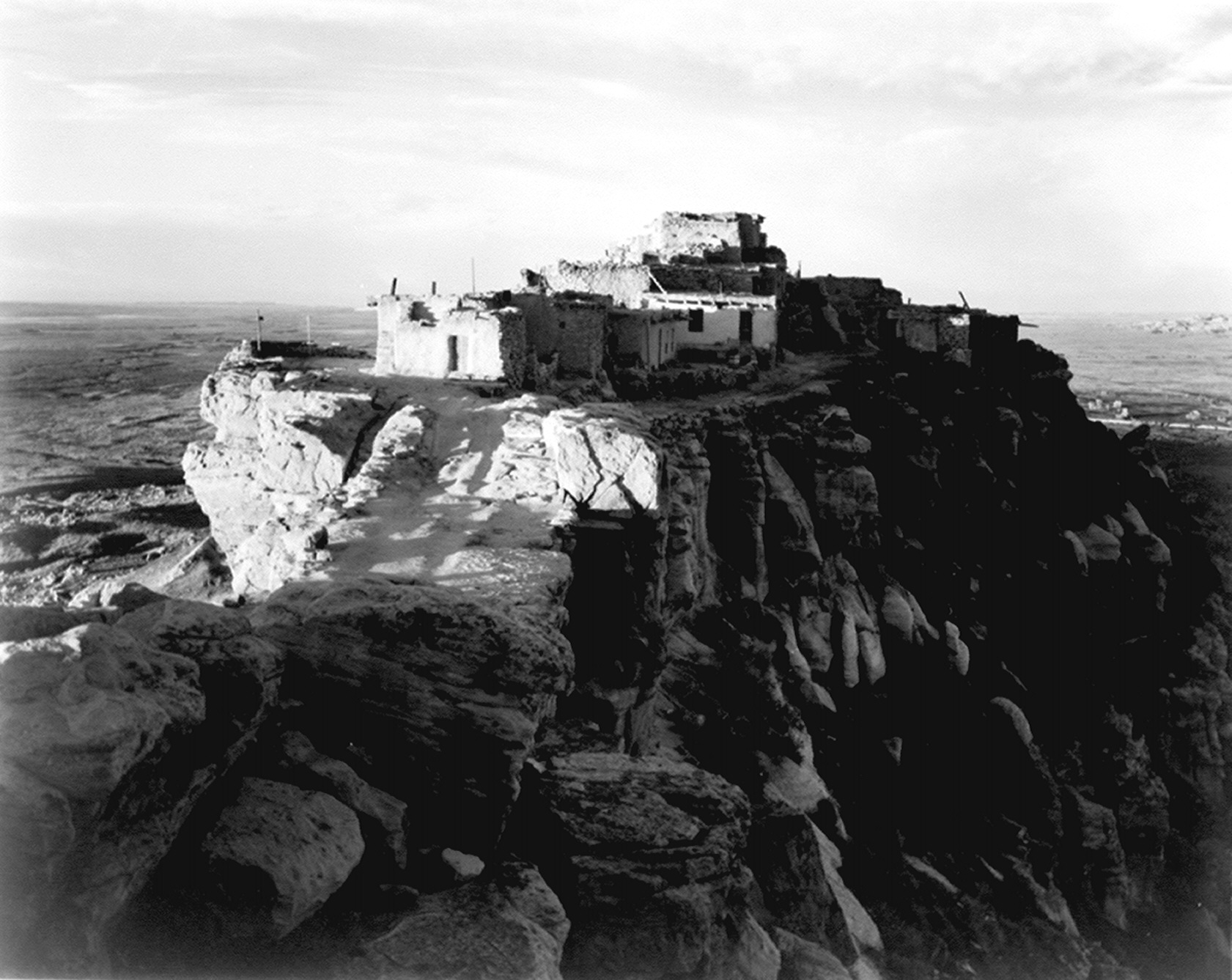
Walpi en 1941.